# Контактно-аккумуляторный электровоз

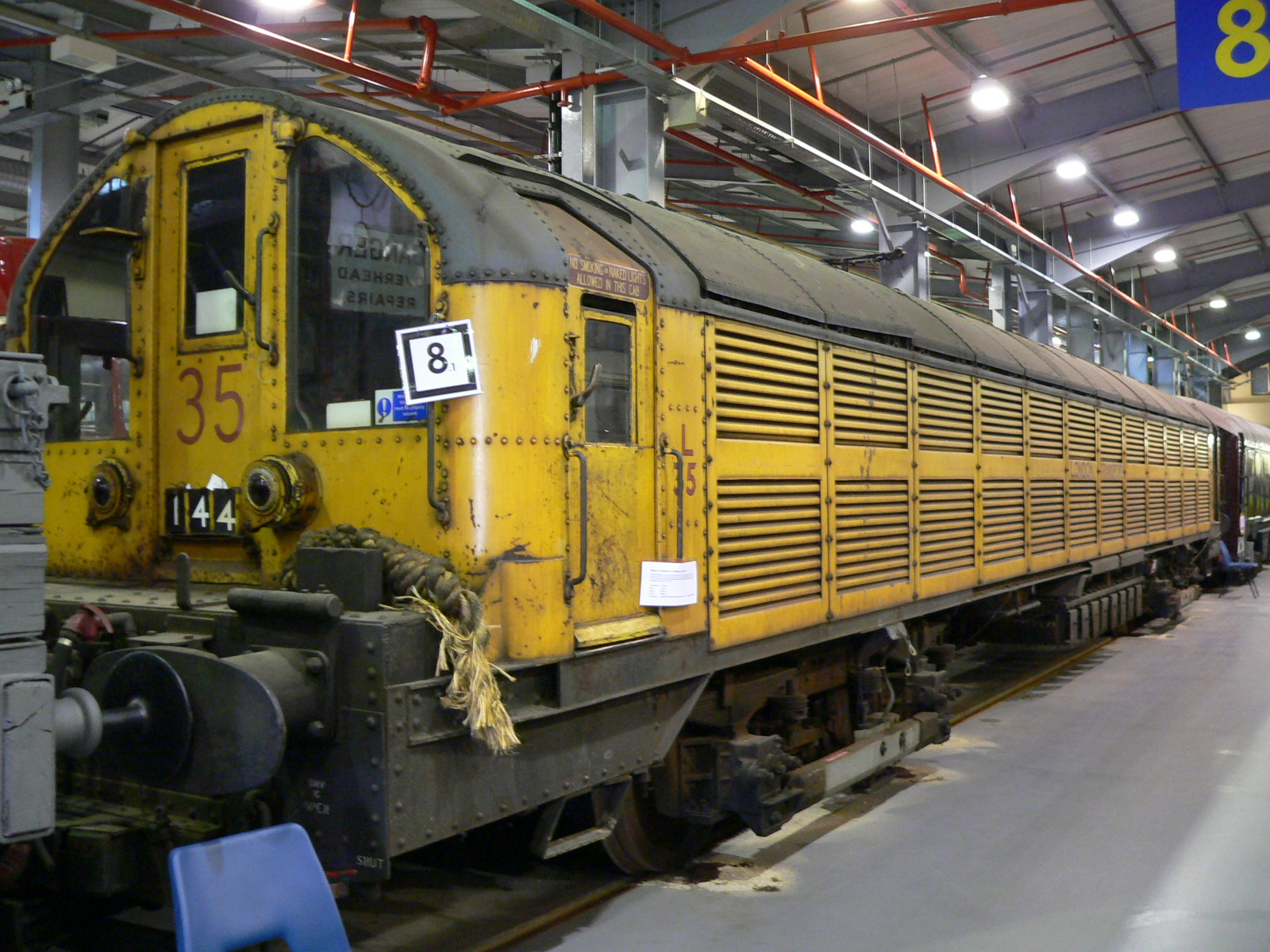
Контактно-аккумуляторный электровоз L35 Лондонского метро в Лондонском музее транспорта

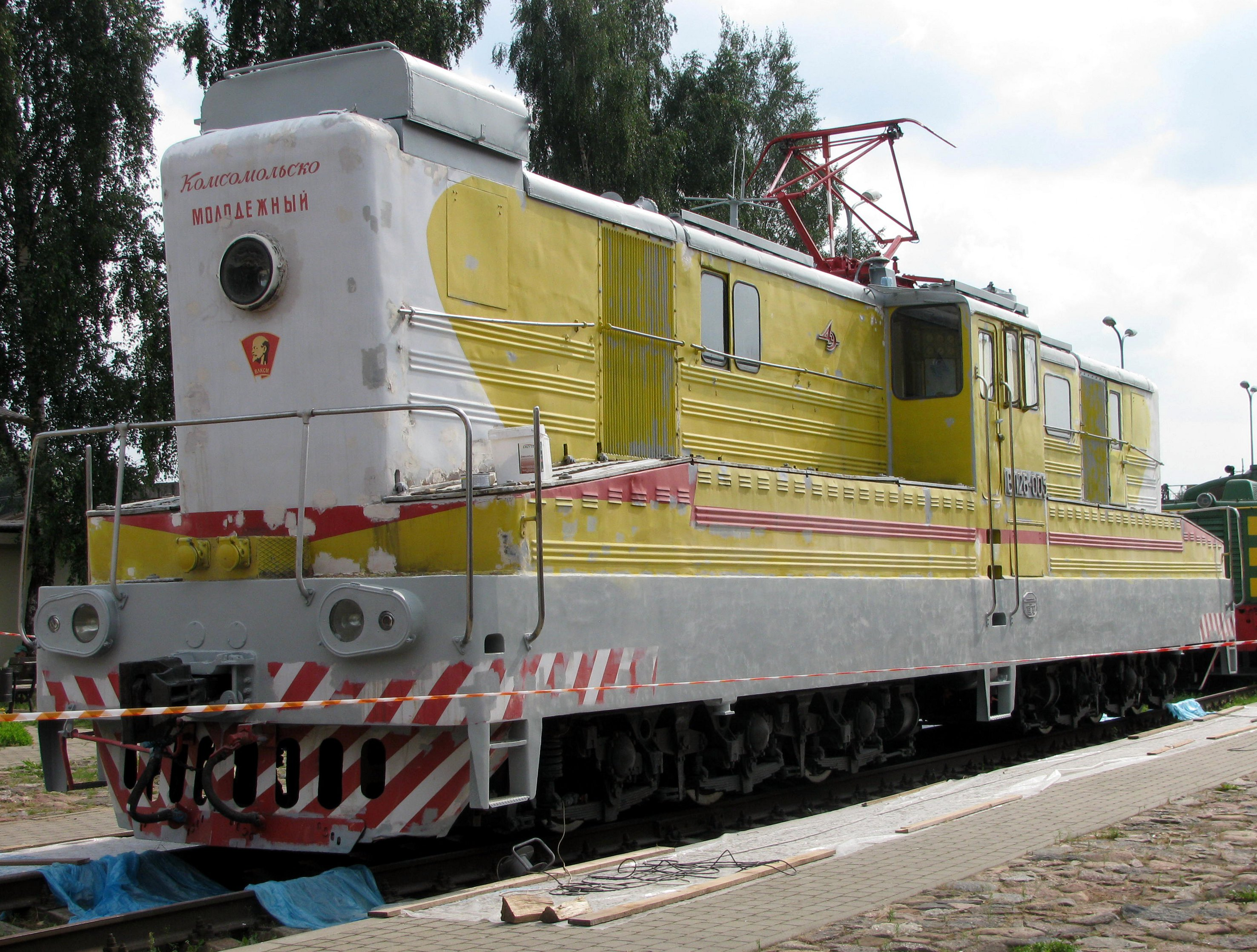
Советский контактно-аккумуляторный электровоз ВЛ26

Конта́ктно-аккумуля́торный электрово́з — локомотив с электродвигателями, которые могут питаться как от аккумуляторов, так и от контактной сети. Аккумуляторы подзаряжаются от контактной сети через преобразователи.
В СССР в 1970 г. на Днепропетровском заводе была построена опытная партия маневровых контактно-аккумуляторных электровозов постоянного тока ВЛ26 (10 экземпляров). 6 электровозов работали в Риге, 2 — на Свердловской железной дороге, 2 — на Приднепровской. ВЛ26-002 был переоборудован на Днепропетровском заводе в ВЛ26 м.
Существовал ещё маневровый электровоз Т-01, не сохранившийся до наших дней и эксплуатировавшийся в депо Москва-3.

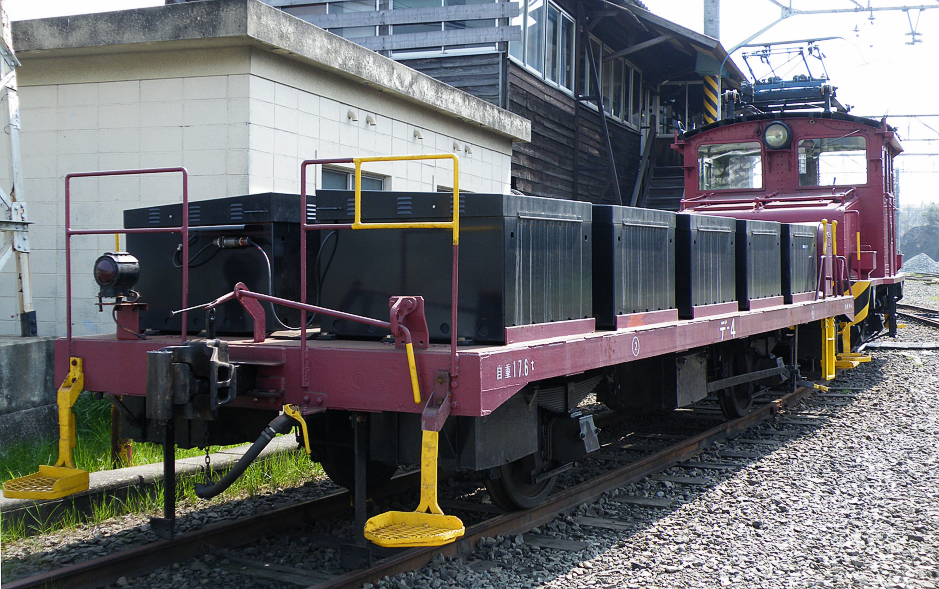
У этого японского электровоза аккумуляторы на отдельной платформе

До 2013 года на Московской железной дороге эксплуатировались аккумуляторные локомотивы ЛАМ-01 и ЛАМ-02, переоборудованные из тепловозов серии ЧМЭ3. Такому переоборудованию подверглись два тепловоза (ЧМЭ3 - 179 и ЧМЭ3 - 602).
В 2022 году на Новочеркасском Электровозостроительном заводе был построен новый контактно-аккумуляторный маневровый электровоз ЭМКА2-001 с асинхронными тяговыми электродвигателями, который затем в 2023 году проходил испытания на ВНИИЖТ, в настоящий момент эксплуатируется на МЖД. 
В Москве на тепловой электрической централи № 20 (ТЭЦ-20) эксплуатировался контактно-аккумуляторный электровоз Д100М.
Контактно-аккумуляторные электровозы используются и в метро для служебных работ в ночное время. Отличие их от обычных метровагонов состоит в том, что они имеют 2 кабины машиниста, а в салоне стоят аккумуляторы с электрооборудованием. Старые электровозы серий ЭД, ЭКа и некоторые номерные  (не получившие серии и сохранившие первоначальные номера) переоборудовались из пассажирских вагонов А, В4, Д, Е, Еи и Еж-3. Более новые (ВЭКА 81-580, 81-580.1, 81-581, 81-582) изготавливались сразу на заводе. Раздвижные двери по бокам кузовов есть и у них (но они раздвигаются вручную).
У контактно-аккумуляторных электровозов серии Л раздвижных дверей по бокам кузовов нет, а крыша над машинным отделением отсутствует (есть лишь небольшое арочное перекрытие в середине салона). Максимальная скорость на аккумуляторах — всего 15 км/ч.
В настоящее время электровозы № 5686, 5710, 5712, 0087, и 0089 уже не эксплуатируются в Метро-2 с пассажирскими вагонами Еж6 и предположительно все порезаны на металлолом. Вагон № 0088 был переоборудован в дизель-электровоз и в настоящее время эксплуатируется в Д-6. Фото и более подробное описание электровозов для обычного метро и метро-2 есть на сайте «Метровагоны»

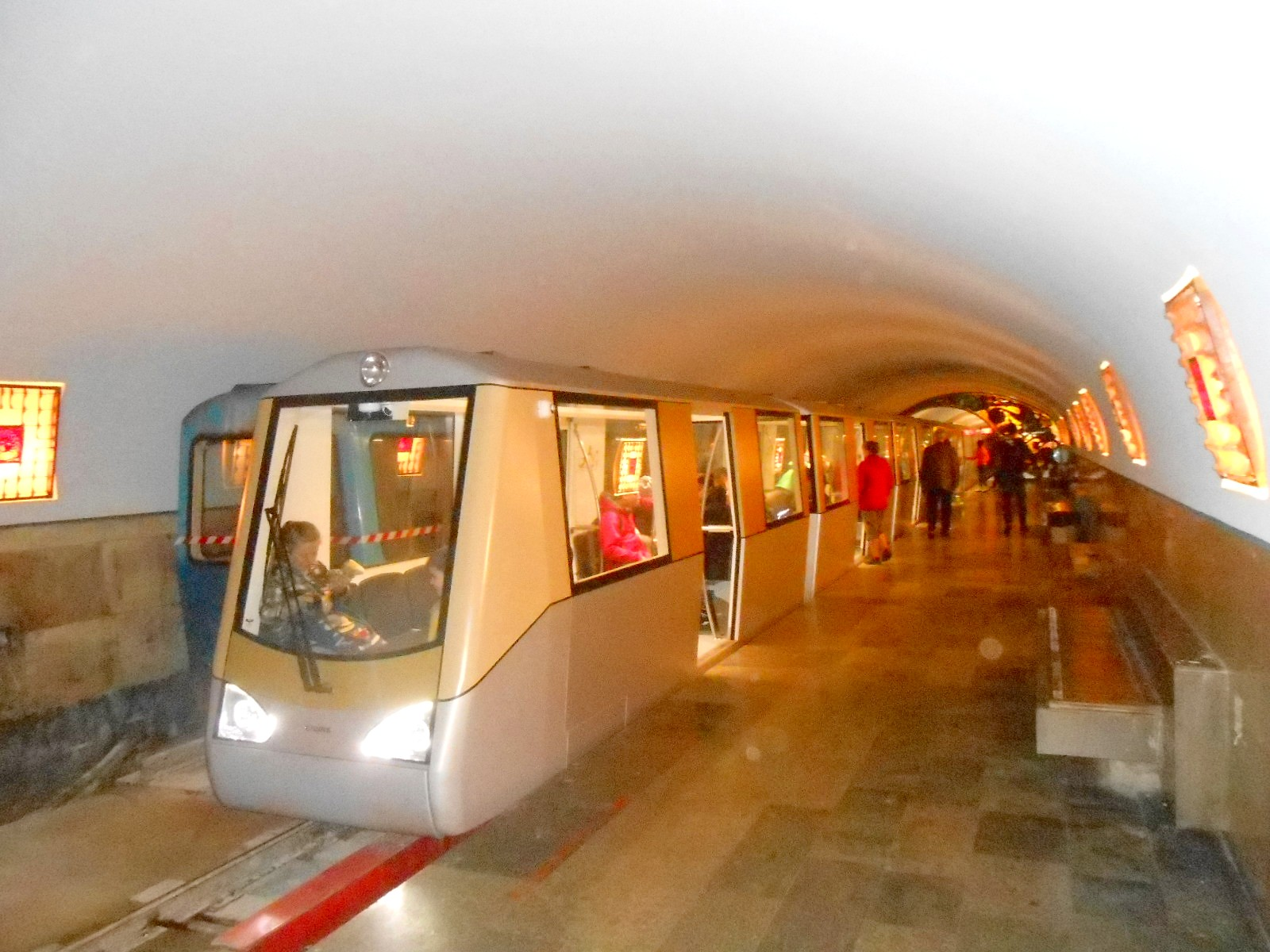
Контактно-аккумуляторный электропоезд Эп-563-003

Помимо контактно аккумуляторных локомотивов ещё бывают контактно-аккумуляторные электропоезда: Ср3А6, Ср3А6М, Ср3А6МТ (на базе Ср3), ЭР2А6 (на базе ЭР2) и узкоколейные электропоезда ЭП «Турист» и Эп-563, эксплуатирующиеся в Новоафонской пещере.

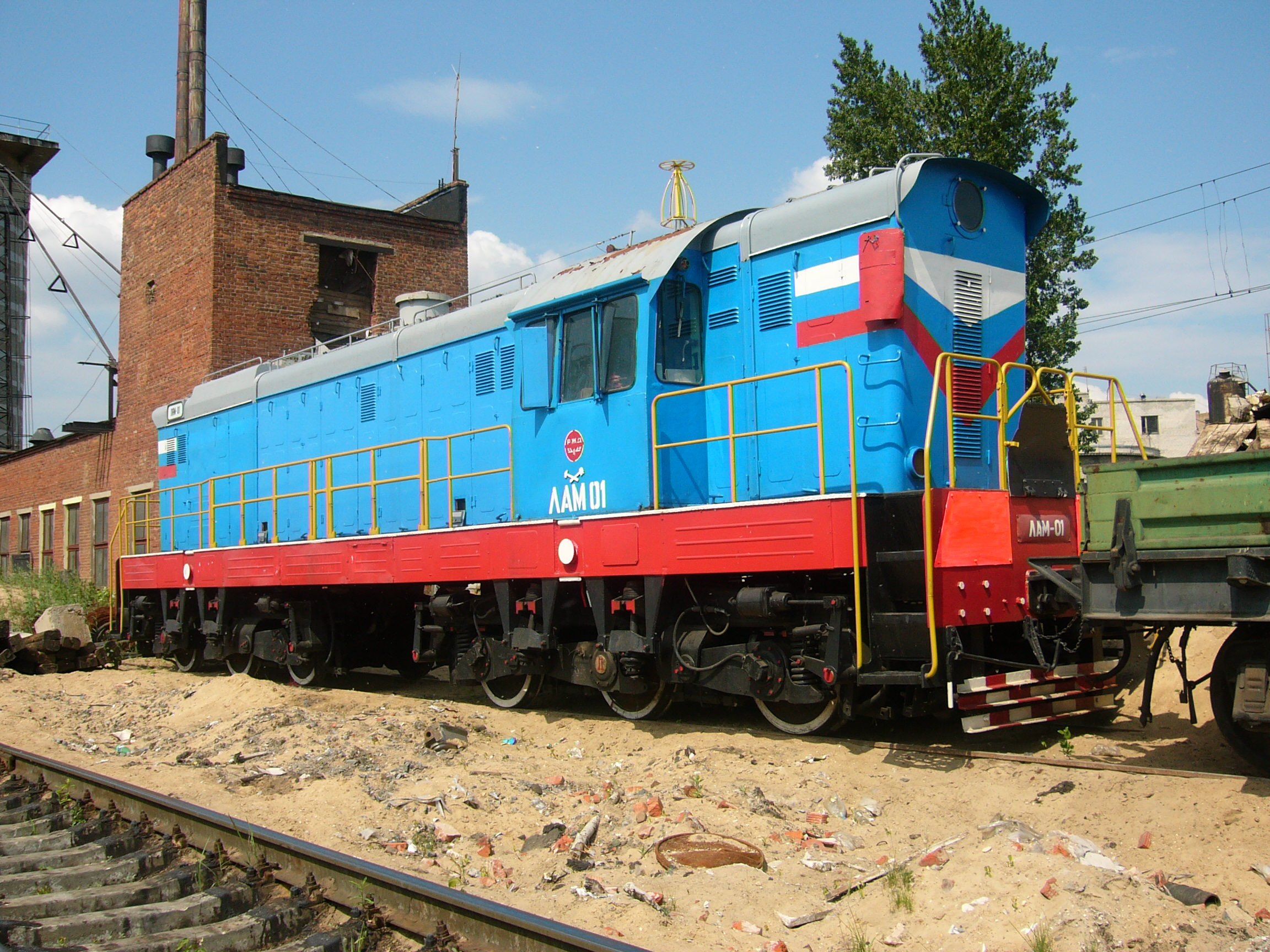
Аккумуляторный электровоз ЛАМ-01, переделанный из тепловоза ЧМЭ3